# エア・インディア・エクスプレス812便墜落事故
エア・インディア・エクスプレス812便墜落事故（エア・インディア・エクスプレス812びんついらくじこ）は2010年5月22日の1時00分 (UTC) 頃にドバイ発マンガロール行きの定期旅客便、エア・インディア・エクスプレス812便が着陸時に滑走路をはみ出し崖から転落した航空事故である。機体から出火し、周辺の斜面には残骸が散乱した。搭乗していた乗客160人および乗員6人のうち、生存者は乗客8人のみであった。
この事故による死者は158人となり、インドにおける航空事故で、ニューデリー空中衝突事故（1996年、死者349人）、エア・インディア171便事故(2025年、死者241人)、エア・インディア855便墜落事故（1978年、死者213人）に次ぐ大事故となった。また、2000年7月にパトナで発生したアライアンス・エア7412便墜落事故以来の大事故とされる。この事故はボーイング737型機（全シリーズ）による事故としてはライオン・エア610便墜落事故・チェジュ航空2216便事故・ウクライナ国際航空752便撃墜事件に次ぐ4番目の規模であり、ボーイング737-800型機で8回目の全損事故である。この事故は2010年に発生した航空事故では最悪の規模となり、同年では2度目の737-800型機による事故となった。

## 概要

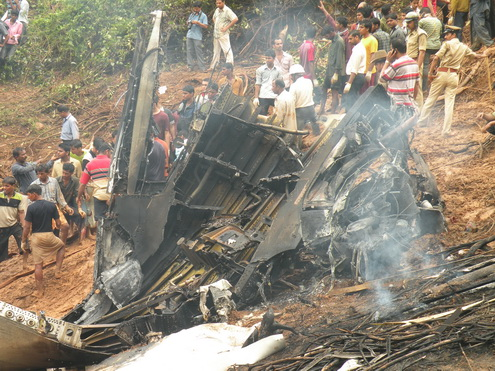
事故機の残骸

2010年5月22日午前6時30分（日本時間同10時30分）頃、アラブ首長国連邦のドバイを出発し、マンガロール国際空港の24番滑走路着陸進入中だったエア・インディア・エクスプレス（エア・インディア子会社）812便（ボーイング737-800（B737-8HG、機体記号:VT-AXV（試験飛行時N1787B）、製造番号:26333/ラインナンバー2491））が着陸時にオーバーランし、滑走路先の崖から転落して炎上した。この事故で、幼児4名を含む少なくとも158名が死亡した。
この機体は前日の23時44分に811便としてドバイに到着した。811便のクルーはそのまま812便に乗務した。812便は翌1時6分にドバイを離陸し、巡航高度に達するまでは特に問題はなかった。離陸から1時間40分が経過するまで機長が寝ていたためコックピット内の会話はなく、その間副操縦士がすべての無線交信を担当していた。5時33分、ウェイポイント“IGAMA”を通過したと報告した。この時点で空港まで130海里 (240 km)に接近しており、降下の許可を求めたが航空管制に拒否された。
5時47分、空港まで77海里 (143 km)地点で7,000フィートまでの降下許可が出たため:18、巡航高度29,500フィート (9,000 m)から降下を開始したが、クルーは着陸についての打ち合わせをしなかった。空港まで50海里 (93 km)地点でようやく打ち合わせを開始した。その後航空管制から高度2,900フィート (880 m)までの降下が許可されたが、この時点で812便の高度は通常より高かった。CVRには副操縦士のあくびも録音されていた。空港まで10海里 (19 km)に到達したときに航空管制は812便にILSに乗ったら報告するように求めた。
高度8,500フィート (2,600 m)で着陸装置を降ろし、スピードブレーキを作動させたため降下率が増大した。また812便はILSのグライドパスを通常より高い高度でキャプチャーしていたことがDFDRに記録されている。その後フラップを40°まで降ろし、着陸前のチェックリストが完了した。
6時3分、812便は空港まで2.5海里 (4.6 km)に接近し、電波高度計が2,500フィート (760 m)をコールした。機長が自動操縦装置を解除してすぐに、副操縦士が「着陸復行しますか？（Do you want to go around?）」 と言ったのに対し、機長は「間違ったロー…ローカライザー…グライドパス（Wrong loc... localizer...glide path.）」と返答。副操縦士は再び「着陸復行しますか？（Do you want to go around?）」と質問したが機長は「不安定だ」とだけ答えた。機長は降下率を毎分4,000フィート (1,200 m)降下するように増加させたためEGPWSが作動した。管制官はマンガロール国際空港滑走路24への着陸を許可し、「風は穏やか（Un-stabilised.）」 と報告した。
812便は、滑走路端を通常は高度50フィート (15 m)を144ノット (267 km/h)で通過するところを高度200フィート (61 m)、160ノット (300 km/h)で通過した。滑走路に接地する前に副操縦士は機長に「着陸復行、機長…滑走路が足りない（Go around Captain. We don't have runway left.）」と進言したが、機長は着陸を継続し812便は滑走路端から5,200フィート (1,600 m)過ぎた地点に着陸した。滑走路は残り2,800フィート (850 m)だった。機長は逆噴射装置を作動させブレーキを6秒間踏んだ後、一転してボーイングの標準手順に従い着陸復行を開始した。しかし機体は上昇することなく滑走路を60mオーバーランし、その先に90m分あった滑走路端安全地帯を突き抜けた。さらに右主翼が85m先にあったローカライザーアンテナに衝突し、空港のフェンスに激突し渓谷に落下し、爆発して炎上した。
事故当時、マンガロール空港の天候は霧がかかる悪天候で、視界不良であったという。
この事故の3日後には、同社のドバイ発プネー行きの便で機長がトイレに行っている間に副操縦士が操縦桿を倒してしまい、自動操縦が解除され37,000フィート (11,000 m)から7,000フィート (2,100 m)急降下する事故が発生している。

## 原因
2010年11月17日に最終事故調査報告書が提出された。
原因は機長が不安定なアプローチと着陸を継続したことであった。降下を開始した地点が通常より空港に近く、高い高度のまま空港に接近した。3回にわたる副操縦士の着陸復行の提案にもかかわらず機長は着陸を敢行した。滑走路中央を過ぎたあたりに着陸したが、そのまま通常の着陸操作を開始し、着陸復行を開始したのが遅すぎた。また、このフライト内において機長が1時間40分において居眠りをしており、降下開始時には正常な判断ができなかったことも原因にあるという。